# Aleksander Kulisiewicz
Aleksander Tytus Kulisiewicz (* 7. August 1918 in Krakau; † 12. März 1982 ebenda) war ein polnischer Journalist und Sänger.

## Leben und Lagerhaft
Aleksander Kulisiewicz wuchs in Krakau auf. Seine Mutter Isabella war Musiklehrerin, spielte Piano und Geige und stammte aus Ungarn. Auch Aleksander erlernte das Geigenspiel, musste das Instrument jedoch nach einem Stromunfall aufgeben. Nach dem frühen Tod der Mutter zog der siebenjährige Junge mit seinem Vater, einem Gymnasiallehrer, in das damals schlesische Karwin.
Nach dem Abitur schloss sich Kulisiewicz, der bereits als Kunstpfeifer aufgetreten war, einem Studentenensemble an und unternahm Tourneen nach Ungarn, Rumänien und Bulgarien. Mit einem Zirkus, wo er der Assistent eines Clowns namens Max Winkler war, kam er bis nach Wien.
Im von Deutschland besetzten Polen studierte Kulisiewicz Jura und verdiente etwas Geld als Journalist. Zu dieser Zeit war er Mitglied des Polnischen Demokratischen Jugendbundes (ZMPD). Als Reaktion auf einen Artikel von ihm mit dem Titel „Heil Butter! – Genug Hitler!“ wurde er 1939, 21-jährig, verhaftet und 1940 von der Gestapo ins KZ Sachsenhausen verschleppt.
Schnell wurde er dort als Sänger bekannt und schloss sich dem ebenfalls inhaftierten Komponisten Rosebery d’Arguto an. Wegen seines guten Gedächtnisses vertrauten ihm zahlreiche Mithäftlinge ihre ureigenen und persönlichen Lieder an, die Kulisiewicz auswendig lernte. Kulisiewicz selbst schrieb 50 Lagerlieder sowie 130 Gedichte und vertonte dreizehn Texte anderer Autoren.
Er überlebte die Haft und begann nach der Befreiung 1945, alle diese Lieder zu dokumentieren. Dazu diktierte er im Krankenhaus von Krakau seiner Krankenschwester 716 Seiten Liedgut in vier Sprachen.

## Nachkriegszeit
Nach dem Krieg konnte sich Kulisiewicz als Interpret von KZ-Liedern („Der Sänger aus der Hölle“) international einen Namen machen. Seine Darbietung zielte darauf ab, die Lieder nicht zu glätten und gesanglich möglichst dem anzunähern, wie sie (oft unter Lebensgefahr) in den Lagerbaracken gesungen wurden: mit brüchiger Stimme, ohne Rücksicht auf Wohllaut und Harmonie. Hinzu kam, dass Kulisiewicz in KZ-Uniform auf der Bühne erschien.
Seine Auftritte bewegten das Publikum. So konnten wenigstens einige seiner ermordeten Mithäftlinge durch die Erinnerung an ihre Lieder überleben. Bekannt wurde vor allem der Jüdische Todessang (1942) des 1943 in Auschwitz ermordeten Rosebery d'Arguto, den Kulisiewicz immer wieder bei Konzerten interpretierte.
Für seinen Lebensunterhalt arbeitete Kulisiewicz als Korrespondent und Redakteur bei polnischen Zeitschriften. Auf Reisen durch Polen und in andere osteuropäische Länder führte er Gespräche mit Überlebenden und trug ein umfangreiches Archiv zusammen. Auf Mikrofilmen, 52.000 Metern Tonband und in 800 Mappen dokumentierte er die Entstehungsgeschichte von über 600 polnischen KZ-Liedern und 200 Liedern von Häftlingen anderer Nationen. Das Archiv enthält auch Skizzen, Aquarelle, Reproduktionen von Plastiken und Gedichte aus 21 verschiedenen Konzentrationslagern.
Seine ersten Auftritte in Westeuropa hatte Kulisiewicz in Italien, im Theater von Bologna. Mit dem Liedermacher Peter Rohland trat er in München und Stuttgart auf. Konzertreisen führten ihn auch in die USA. 1964 nahm die Deutsche Akademie der Künste in Berlin Kontakt mit ihm auf. 1967 trat er auf dem Waldeck-Festival Das engagierte Lied auf der Burg Waldeck auf. 1968 sang er auf den Internationalen Essener Songtagen. In der Tschechoslowakei wurde sein Leben verfilmt; in Japan entstand ein Bildband über sein Leben. Im kommunistischen Polen fand er wenig Anerkennung. Lediglich Sendungen mit polnischen Volksliedern wurden vom staatlichen Rundfunk produziert. Erst kurz vor seinem Tod erschien in Polen eine Langspielplatte mit KZ-Liedern.

## Die letzten Jahre
Im Alter war Kulisiewicz als Diabetiker auf ständige Pflege durch seinen Sohn Krzysztof Kulisiewicz und die Krankenschwester Anna Urbas angewiesen. Sein letzter Besuch in Deutschland fand im August 1981 anlässlich des Bardentreffens in Nürnberg statt.
Aleksander Kulisiewicz starb am 12. März 1982 in Krakau, wo er am 18. März auf dem Salwatorfriedhof zu Füßen des Wawels beigesetzt wurde.

## Zitate
- „Die Nazizeit habe ich überlebt, aber das KZ habe ich nie verlassen.“ (Aleksander Kulisiewicz)
- „Nun stand er vor uns. Und man hatte das Gefühl, was wir da so machen, das ist ein ziemlich dürftiges Kunstgewerbe mit dem Anspruch einer ungeheueren Aussage. Dieser Mann aber – da ging es nicht mehr um Kunst, auch nicht mehr um Aussage, da wurde plötzlich etwas sichtbar: das, wogegen wir schreiben und singen, hatte dieser Mann mit allen Qualen schon hinter sich.“ (Hanns Dieter Hüsch)

## Auszeichnungen
- 1965 verlieh die DDR die Medaille für Kämpfer gegen den Faschismus an Aleksander Kulisiewicz

## Werke
- Il canzoniere internazionale dei ribelli. Edizioni Discografiche DNG (LP), Turin 1965.
- Canti dei Lager, di esilio e di prigiona. Raccolti et annotati a cura di Sergio Liberovici. I Dischi dei Solo (LP), Mailand 1966.
- Lieder aus der Hölle. Da Camera Song (LP, SM 96011), Heidelberg 1981.
- Alex singt polnische Volkslieder. Da Camera Song (LP, SM 95018), Heidelberg 1968.
- Chants de la déportation. Le Chant du Monde (LP, LDX 74552), Paris 1975.
- Songs from the Depths of Hell. Folkways Records (LP, FSS 37700), New York 1979. [Neuauflage:] Folkways Cassette Series 37700, Washington 1993.
- Sadly Whisper the Leaves of the Willow: Polish Partisan and Folk Songs. Folkways Records (LP, FSS 37340), New York 1980.
- Pieśni obozowe. Z hitlerowskich obozów koncentracynich. Polskie Nagrania muza (LP, SX 1715), Warschau 1981.
- Adresse: Sachsenhausen. Literarische Momentaufnahmen aus dem KZ. Claudia Westermann (Hrsg.), Übersetzung Bettina Eberspächer. Bleicher Verlag, Gerlingen 1997, ISBN 3-88350-731-8.